# Пир-Махмуд
Пир-Махмуд — уйсунский эмир, живший в начале XV века. Наиболее известен как беклярбек Золотой Орды при Пулад-хане. Сведения о Пир-Махмуде сохранились в основном у историка Утемиш-хаджи и были позднее повторены Абдулгаффаром Кырыми. Таким образом, источниковая база ограничивается, по сути, одной традицией.

## Биография
Согласно хроникам, Пир-Махмуд был назначен на пост беклярбека по инициативе мангытского даруги Астрахани Нураддина, выступившего против своего отца Едыге. В условиях политической нестабильности после смерти Шадибек-хана Нураддин поддержал кандидатуру Пулада на ханский престол, а на пост военного и административного главы (беклярбека) выдвинул лояльного ему Пир-Махмуда. Назначение последнего вызвало недовольство части ордынской знати, включая представителей кенегесов и алшинских эмиров.
Пир-Махмуд происходил из рода уйсунов, как и ряд других влиятельных фигур той эпохи. По мнению исследователей, он был потомком эмира Амата, жившего в XIV веке, и, вероятно, сыном или внуком Салчи — известного уйсунского военачальника, защищавшего Астрахань в 1370-х годах. В условиях политической борьбы Пир-Махмуд, как предполагается, инициировал или сам составил эпическое предание о своих предках — Амате и Салчи. Основной целью предания было укрепление собственного положения посредством легенды о происхождении от династии Чингисидов — через мнимую связь с Джанибек-ханом.
Анализ фольклорных и письменных источников указывает, что Пир-Махмуд стремился использовать элементы родословной и героического эпоса для легитимации своего статуса, особенно в условиях противодействия со стороны других племенных группировок. В частности, в предании противопоставляется его род уйсунов племени алшин, представители которого занимали высокие позиции при потомках Тимур-Кутлуга.
Политическая активность Пир-Махмуда приходится на период общего упадка Золотой Орды, связанного с Великой замятней и борьбой за власть между различными династическими и племенными группами. Его деятельность иллюстрирует важность родоплеменной и символической легитимации в ордынской политике того времени.
После распада Улуса Джучи в 1430-х годах в Нижнем Поволжье сформировалось государственное образование, известное как «Тахт ели» или Большая Орда, в которой продолжали править потомки Тимур-Кутлуг-хана. Пир-Махмуд, как и другой уйсунский представитель — Кыдуар, действовал в этом регионе до официального оформления Большой Орды, и, вероятно, был одним из участников политических процессов, приведших к её возникновению